# Preskočena crta
»Preskočena crta« singl je Marka Perkovića Thompsona objavljen 9. lipnja 2025. godine. Predstavlja jednu od najava studijskog albuma „Hodočasnik”, čija je službena objava bila  13. lipnja 2025.
Pjesma je izvorno planirana za objavljivanje tijekom svibnja 2025., međutim premijera je privremeno odgođena zbog neočekivanih okolnosti. U javnost je procurila nedovršena verzija druge Thompsonove pjesme „Kralj Tomislav” što je dovelo do preuranjene objave te pjesme kako bi se zaštitio autorski rad. Zbog spomenutog incidenta, objava „Preskočene crte” pomaknuta je na kasniji termin.
Službena premijera održana je u 19 sati istovremeno na YouTube kanalu Marka Perkovića Thompsona, njegovoj Facebook stranici te na Croatian Music Channelu (CMC).
Autorstvo glazbe, aranžmana i produkcije pripada Marku Perkoviću Thompsonu, dok je tekst nastao u suradnji s Nenadom Ninčevićem. Tematski, skladba kroz poetične stihove obrađuje problematiku moralnog propadanja društva te naglašava potrebu povratka osnovnim vrijednostima poput istine, ljubavi i vjere.
U glazbenoj realizaciji sudjelovali su glazbenici: Petar Buljan izvodi dionice akustične gitare, Ante Padovan električne gitare, klavijature je odsvirao Branimir Mihaljević, bubnjarski dio pripada Mariju Klariću, dok je bas-gitaru odsvirao Robert Vrbančić.
Značajnu karakteristiku pjesme čine ženski prateći vokali koje izvode Thompsonove tri kćeri: Katarina, Cvita i Diva Perković.